# 刑事警察
刑事警察（けいじけいさつ）とは、警察の内、犯罪の捜査、司法警察活動を担う組織・部門である。

## 解説
公共の安全、秩序の維持を目的とする警察作用の中で、
- 暴力主義的な破壊活動などによる社会体制そのものの破壊や国益の侵害にあたる行為の取締や予防を担う警備警察
- 交通の取締や事故の防止を担う交通警察
- 地域の安全を担う地域警察
- 市民の生活の安全を担う生活安全警察
- 警察の庶務を担う警務警察
- 暴力団などの組織犯罪の取締を担う組織犯罪対策警察

に対し、このように呼ばれる（上記は行政警察活動に含まれる）。その所管は、殺人、強盗、窃盗、放火、傷害など、警察活動の大半を占める刑法に関する事項であり、多岐に渡る。
そもそも刑事警察は、刑事事件という殆どの警察事象に関係する分野を担当し、その職務上、他の部門と広範に絡む。特に交通、地域、警務、組織犯罪対策、生活安全の各部門と緊密な関係にある。特に捜査活動において警察車両による機動力や市街地の警邏力が必要不可欠になることから、交通、地域の両部門と密接な協力関係にあり、それらを担当する部署がサポートして捜査に当たるのが通例である。